# Daniel Lazrus
Daniel Lazrus (* 1989 oder 1990) ist ein professioneller US-amerikanischer Pokerspieler. Er ist zweifacher Braceletgewinner der World Series of Poker.

## Pokerkarriere

### Werdegang
Seine erste Geldplatzierung bei einem Live-Pokerturnier erzielte Lazrus Ende Juni 2019 bei einem Event der Goliath Phamous Poker Series im Planet Hollywood Resort and Casino am Las Vegas Strip. Bei der World Series of Poker Online (WSOPO), die aufgrund der COVID-19-Pandemie erstmals ausgespielt wurde, erzielte er im Juli 2021 auf WSOP.com unter dem Nickname RiverRats eine Geldplatzierung. Beim ebenfalls dort gespielten Domestic Main Event der World Series of Poker (WSOP) belegte er Mitte Dezember 2020 den mit über 20.000 US-Dollar dotierten 44. Platz. Ende Juli 2021 gewann der Amerikaner die High Roller Championship der WSOPO 2021 und sicherte sich ein Bracelet sowie den Hauptpreis von mehr als 200.000 US-Dollar. Im Oktober 2021 war Lazrus auch erstmals bei der Hauptturnierserie der WSOP im Rio All-Suite Hotel and Casino in Paradise am Las Vegas Strip erfolgreich und entschied das in der Variante No Limit Hold’em gespielte Millionaire Maker für sich. Dafür setzte er sich gegen 5325 andere Spieler durch und erhielt eine Siegprämie von einer Million US-Dollar und sein zweites Bracelet. Ende Januar 2021 belegte der Amerikaner beim Main Event der World Poker Tour in Hollywood, Florida, den dritten Platz und sicherte sich über 480.000 US-Dollar.
Insgesamt hat sich Lazrus mit Poker bei Live-Turnieren knapp 2 Millionen US-Dollar erspielt.

### Braceletübersicht
Lazrus kam bei der WSOP 19-mal ins Geld und gewann zwei Bracelets:
| Jahr   | Buy-in (in $) | Turnier                                   | Teilnehmer | Preisgeld (in $) |
| ------ | ------------- | ----------------------------------------- | ---------- | ---------------- |
| 2021 O | 3200          | No Limit Hold’em High Roller Championship | 0265       | 0.205.347        |
| 2021 O | 1500          | Millionaire Maker No-Limit Hold’em        | 5326       | 1.000.000        |